# Textularinella
Textularinella es un género de foraminífero bentónico considerado un sinónimo posterior de Karrerotextularia de la subfamilia Siphotextulariinae, de la familia Textulariidae, de la superfamilia Textularioidea, del suborden Textulariina y del orden Textulariida. Su especie tipo era Textularia albatrossi. Su rango cronoestratigráfico abarcaba el Holoceno.

## Clasificación
Textularinella incluía a las siguientes especies:
- Textularinella albatrossi
- Textularinella aperturalis
- Textularinella blacki
- Textularinella cressisepta
- Textularinella frentensis